# Società Sportiva Sambenedettese 1968-1969
Questa voce raccoglie le informazioni riguardanti la Società Sportiva Sambenedettese nelle competizioni ufficiali della stagione 1968-1969.

## Rosa
| N. |                   | Ruolo | Calciatore       |
| -- | ----------------- | ----- | ---------------- |
|    | Italia (bandiera) | A     | Enzo Badiani     |
|    | Italia (bandiera) | D     | Paolo Beni       |
|    | Italia (bandiera) | C     | Luciano Bonfada  |
|    | Italia (bandiera) | C     | Nicola Bovari    |
|    | Italia (bandiera) | C     | Marco Capecchi   |
|    | Italia (bandiera) | C     | Vittorio Capuano |
|    | Italia (bandiera) | D     | Giuseppe Castano |
|    | Italia (bandiera) | D     | Ivo Di Francesco |
|    | Italia (bandiera) | C     | Eugenio Fascetti |
|    | Italia (bandiera) | D     | Romano Frigeri   |

| N. |                   | Ruolo | Calciatore           |
| -- | ----------------- | ----- | -------------------- |
|    | Italia (bandiera) | C     | Maurizio Marchini    |
|    | Italia (bandiera) | C     | Alberto Mari         |
|    | Italia (bandiera) | P     | Massimo Migliorini   |
|    | Italia (bandiera) | A     | Achille Passoni      |
|    | Italia (bandiera) | D     | Giovanni Romani      |
|    | Italia (bandiera) | C     | Mario Sestili        |
|    | Italia (bandiera) | P     | Michelangelo Sulfaro |
|    | Italia (bandiera) | C     | Pier Nicola Troli    |
|    | Italia (bandiera) | A     | Giovanni Urban       |
|    | Italia (bandiera) | A     | Flaviano Zandoli     |